# Миттельвир
Миттельви́р (фр. Mittelwihr) — коммуна на северо-востоке Франции в регионе Гранд-Эст (бывший Эльзас — Шампань — Арденны — Лотарингия), департамент Верхний Рейн, округ Кольмар — Рибовилле, кантон Сент-Мари-о-Мин. До марта 2015 года коммуна административно входила в состав упразднённого кантона Кайзерсберг (округ Рибовилле).

## История
Впервые населённый пункт под названием Миттельвир был упомянут в 787 году. С 1789 года поселение принадлежало графству Монбельяр. Район виноделия.

## Географическое положение
Коммуна расположена на Верхнерейнской низменности на высоте 200 м над уровнем моря, в 8 км севернее Кольмара, у подножия Вогезы.
Площадь коммуны — 2,42 км², население — 785 человек (2006) с тенденцией к стабилизации: 831 человек (2012), плотность населения — 343,4 чел/км².

## Население
Численность населения коммуны в 2011 году составляла 816 человек, а в 2012 году — 831 человек.
| 1962 | 1968 | 1975 | 1982 | 1990 | 1999 | 2006 | 2008 | 2011 | 2012 |
| ---- | ---- | ---- | ---- | ---- | ---- | ---- | ---- | ---- | ---- |
| 672  | 688  | 658  | 622  | 732  | 823  | 785  | 780  | 816  | 831  |

Динамика населения:

## Экономика
В 2010 году из 549 человек трудоспособного возраста (от 15 до 64 лет) 454 были экономически активными, 95 — неактивными (показатель активности 82,7 %, в 1999 году — 76,5 %). Из 454 активных трудоспособных жителей работал 431 человек (226 мужчин и 205 женщин), 23 числились безработными (15 мужчин и 8 женщин). Среди 95 трудоспособных неактивных граждан 41 были учениками либо студентами, 40 — пенсионерами, а ещё 14 — были неактивны в силу других причин.
На протяжении 2011 года в коммуне числилось 349 облагаемых налогом домохозяйств, в которых проживало 804 человекf. При этом медиана доходов составила 23617 евро на одного налогоплательщика.

## Достопримечательности (фотогалерея)

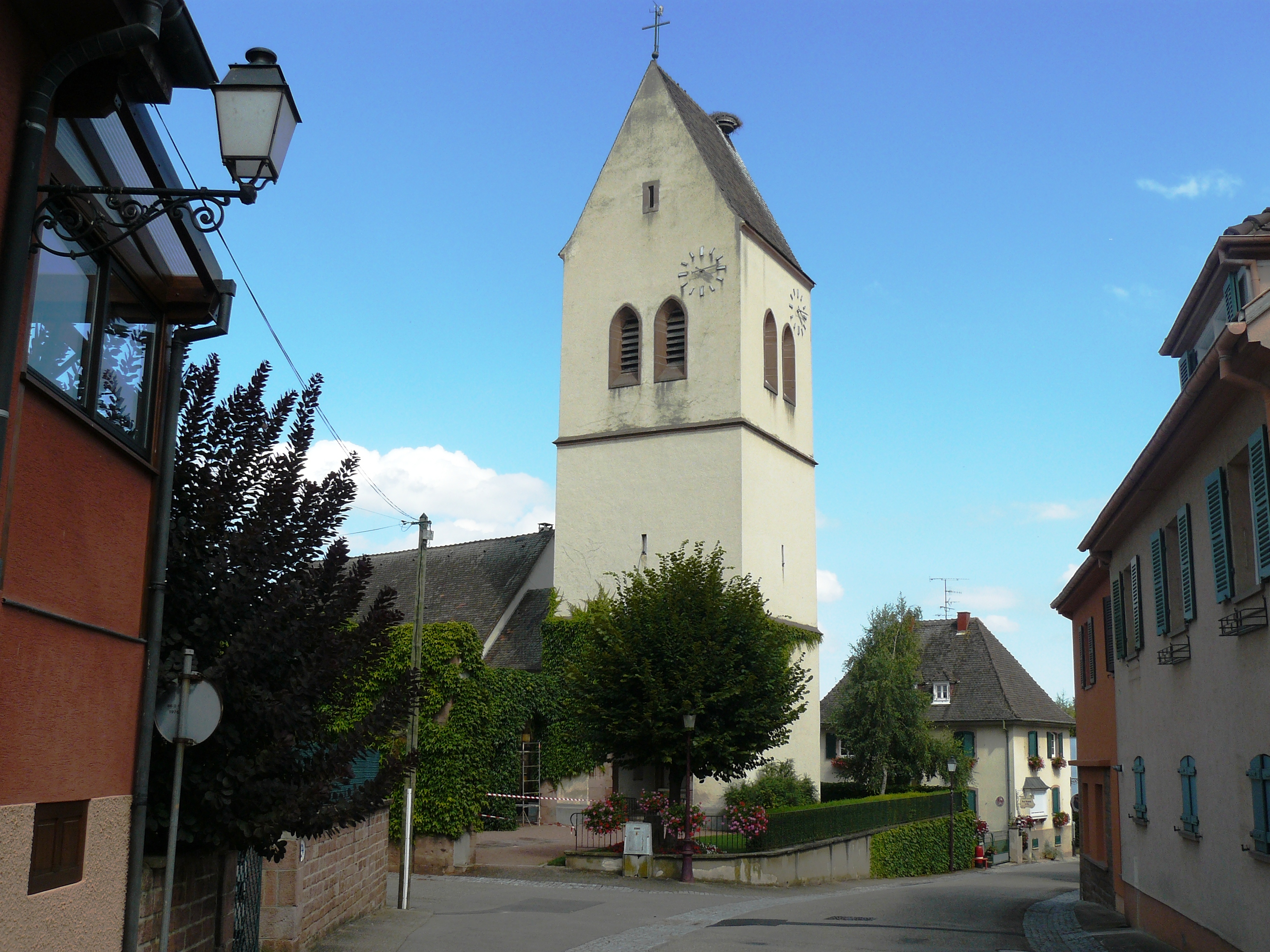
Колокольня
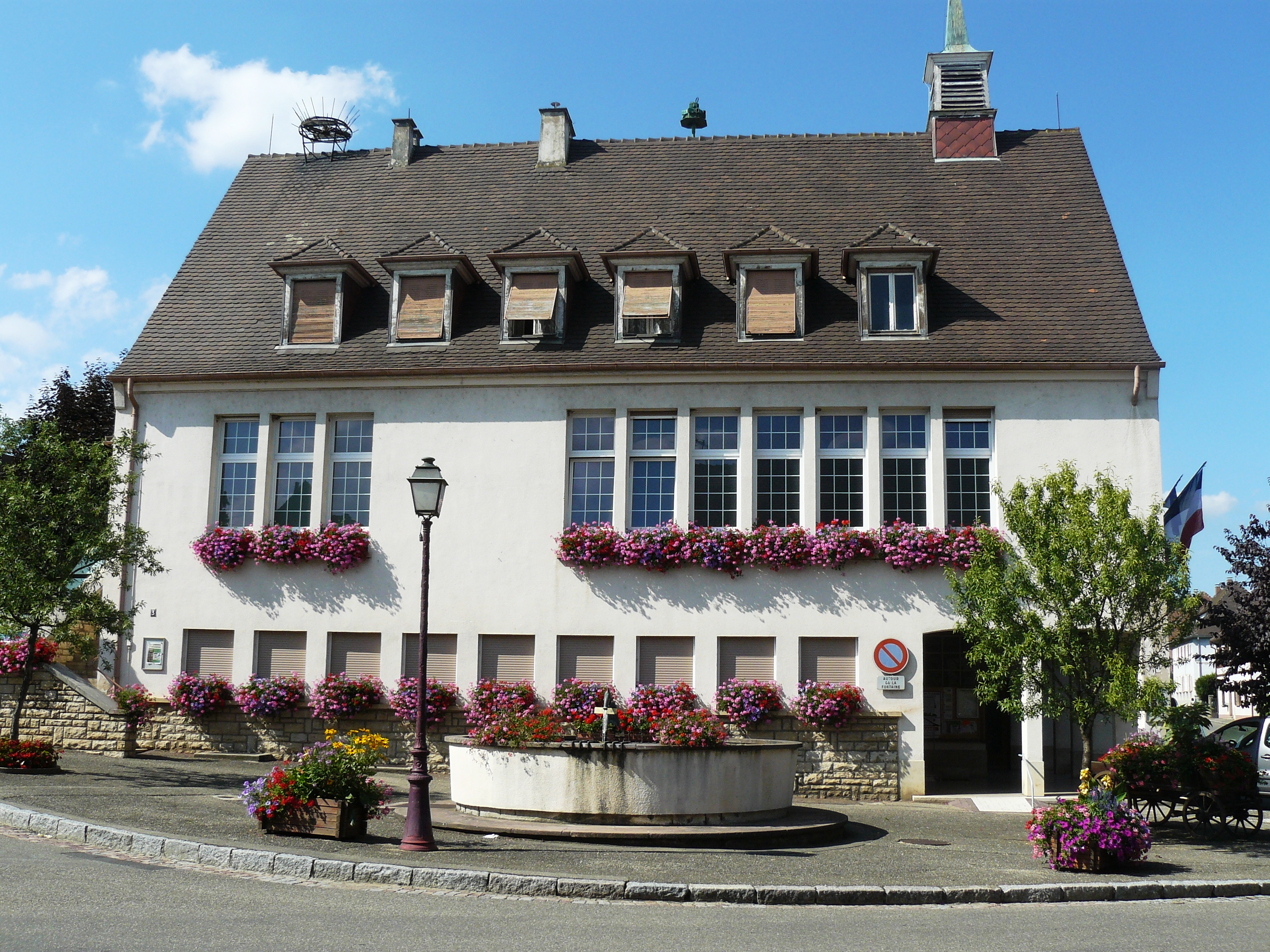
Здание мэрии